# Mali Jelnik
Mali Jelnik – wieś w Słowenii, w gminie Lukovica. W 2018 roku liczyła 60 mieszkańców.